# Friedrich Panzinger
Friedrich Panzinger (1er février 1903 – 8 août 1959) était un officier SS allemand sous le Troisième Reich. Il fut le chef du Reichssicherheitshauptamt (RSHA) Amt IV A de septembre 1943 à mai 1944, puis commandant de l'Einsatzgruppe A dans les États Baltes et en Biélorussie. À partir du 15 août 1944, il fut chef du RSHA Amt V, la Kriminalpolizei (Kripo), aussi connu comme Reichskriminalpolizeiamt (RKPA). Après la guerre, il fut membre du Bundesnachrichtendienst (BND; Service Fédéral de Renseignement). Il se suicida après avoir été arrêté pour crime de guerre.

## Biographie
Friedrich Panzinger naît à Munich en 1903. Travaillant tôt, il passe son bac en cours du soir, puis s’engage dans la police, tout en poursuivant des études de droit jusqu'en 1932. En 1933, il devient membre des SA. Il rejoint le Parti Nazi (membre 1 017 341), entre dans la SS en avril 1937 (membre 322 118) et est engagé dans la police criminelle de Berlin comme Kriminalkommissar. 
Le 29 juin 1940, il commence à travailler dans la Sicherheitspolizei (SiPo; Police de Sécurité) à Sofia, en Bulgarie. En août 1940, il assure le poste de Secrétaire de la Section IV A de la Gestapo, où il lutte contre le Communisme, le Marxisme et la propagande ennemie à l'intérieur de l'Allemagne Nazie jusqu'au 4 septembre 1943.
En septembre 1941, il est au RSHA en tant que chef de l'Amtsgruppe IV A, chargée de combattre les ennemis idéologiques sous la direction de Heinrich Müller. À partir du 4 septembre 1943 et jusqu’en mai 1944, il remplace Humbert Achamer-Pifrader à la tête des trois Einsatzkommandos de l’Einsatzgruppe A, chargé de combattre tous les ennemis potentiels ainsi que les ennemis raciaux dans les Pays Baltes et en Biélorussie. Durant cette période, il commande aussi la Police de Sécurité et du Sicherheitsdienst (SD) à Riga. Panzinger est affecté au siège de la SD et de la Gestapo en Ukraine.
En mars 1944, il est de retour au RSHA, au service IV A, s’occupant de l’opposition, puis au service V, où il succède à Arthur Nebe, impliqué dans l’attentat du 20 juillet 1944. Il occupera ce poste jusqu'à la fin de la guerre.
Panzinger est responsable du meurtre d'un général de division français fait prisonnier, le général Gustave Mesny, tué d'une balle dans la nuque le 19 janvier 1945 près du village de Nossen.
À la fin de la guerre, il est prisonnier des Soviétiques comme criminel de guerre. Il est condamné à Moscou le 22 mars 1952 à deux fois 25 ans de travaux forcés. Il est libéré en septembre 1955 et rapatrié en Allemagne. Il devient alors collaborateur de Reinhard Gehlen dans le service de renseignement, puis travaille dans une société fiduciaire. Accusé pour le meurtre du général Mesny, il se suicide dans sa cellule le 8 août 1959.